# نیکل

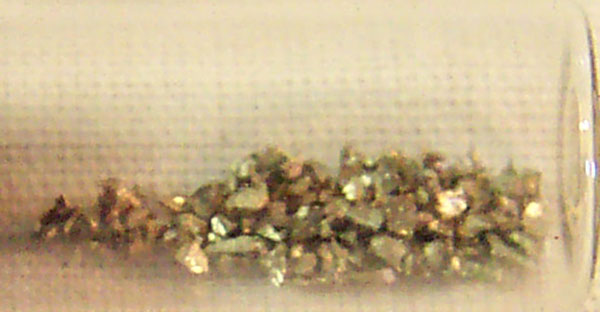
نیکل

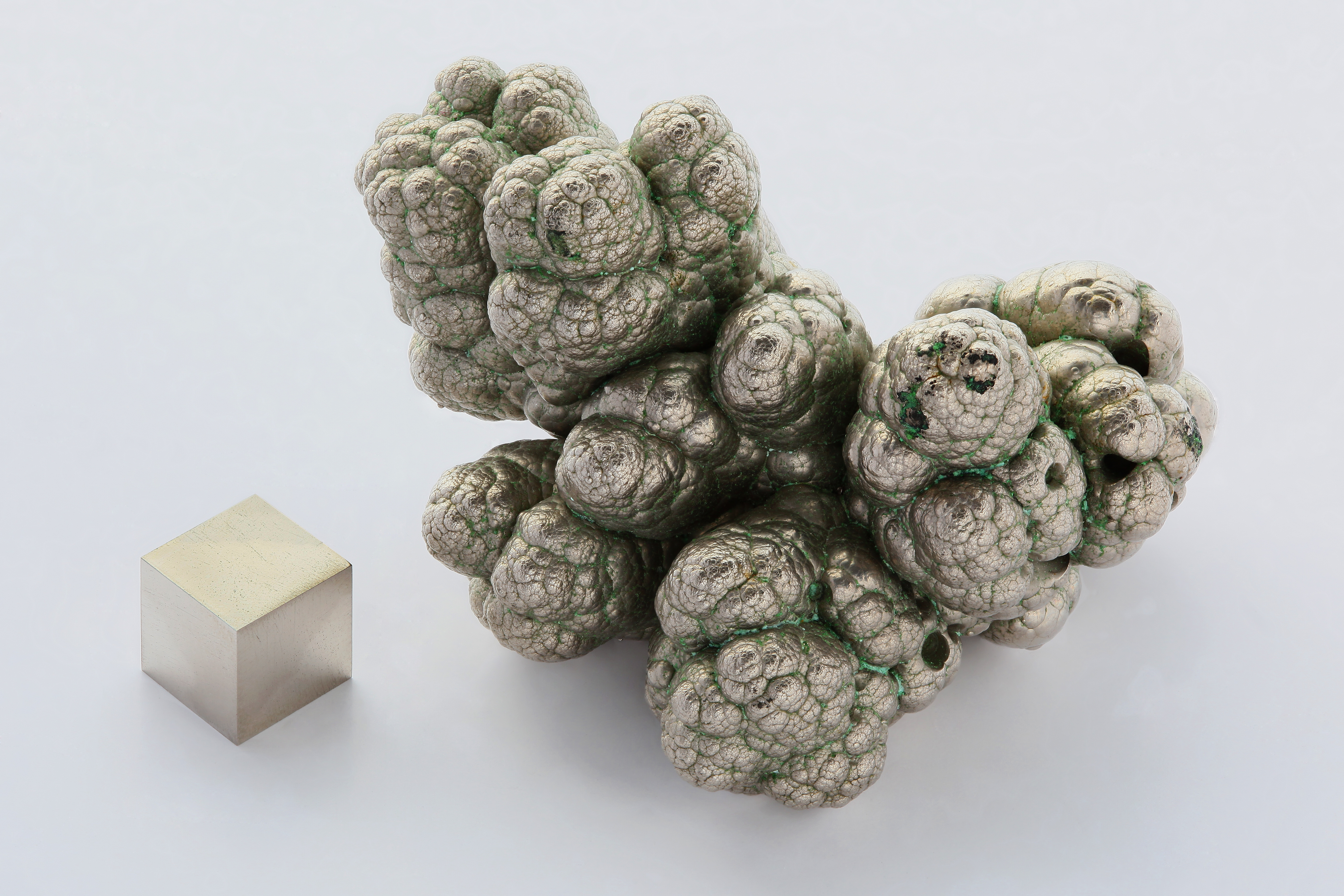
نیکل الکترولیز تصفیه شده، با رنگ سبز قابل مشاهده است، تبلور نمک‌های نیکل الکترولیت در خلل و فرج.

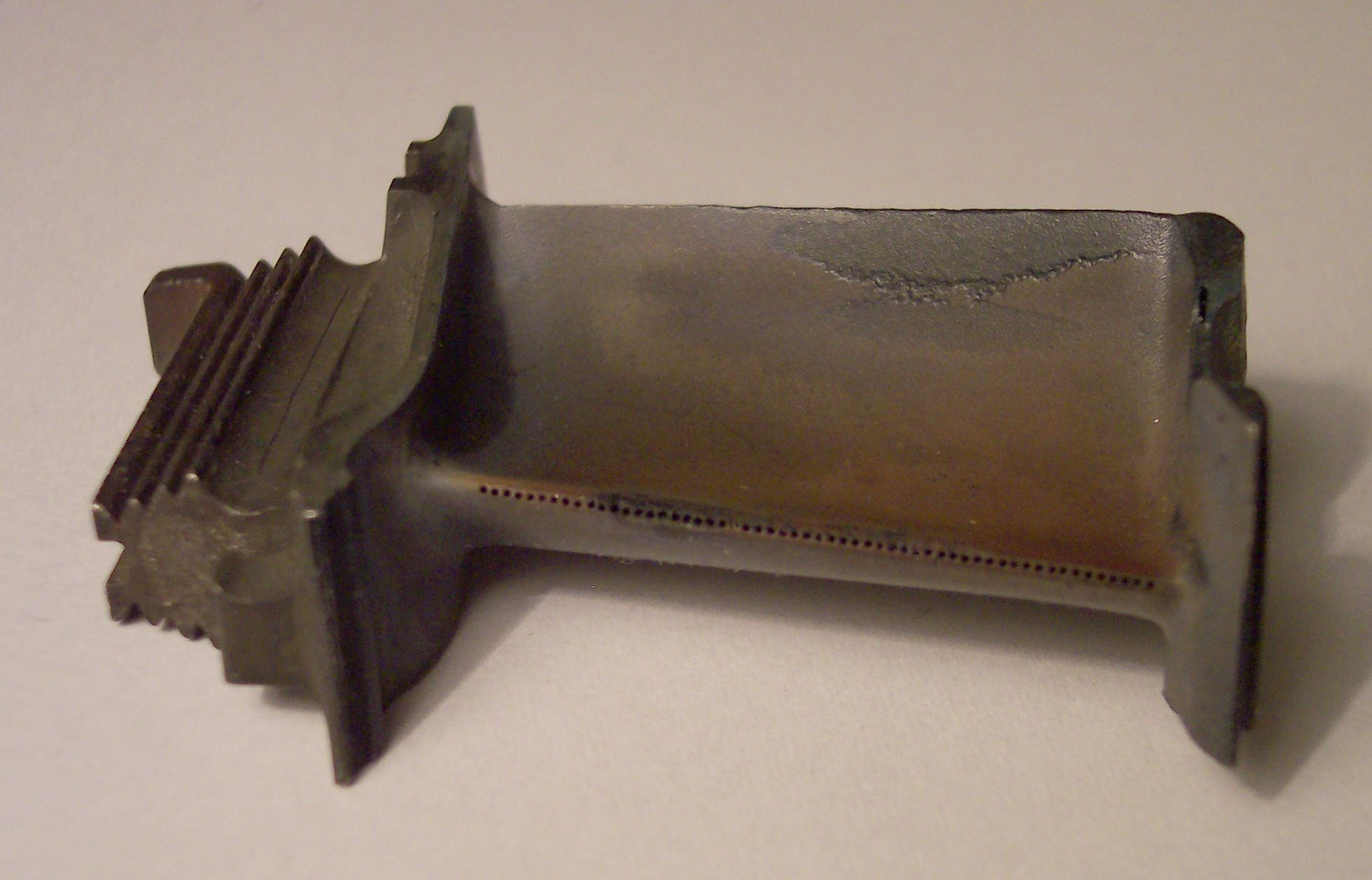
پره توربین موتور جت ساخته شده از سوپرآلیاژ نیکل

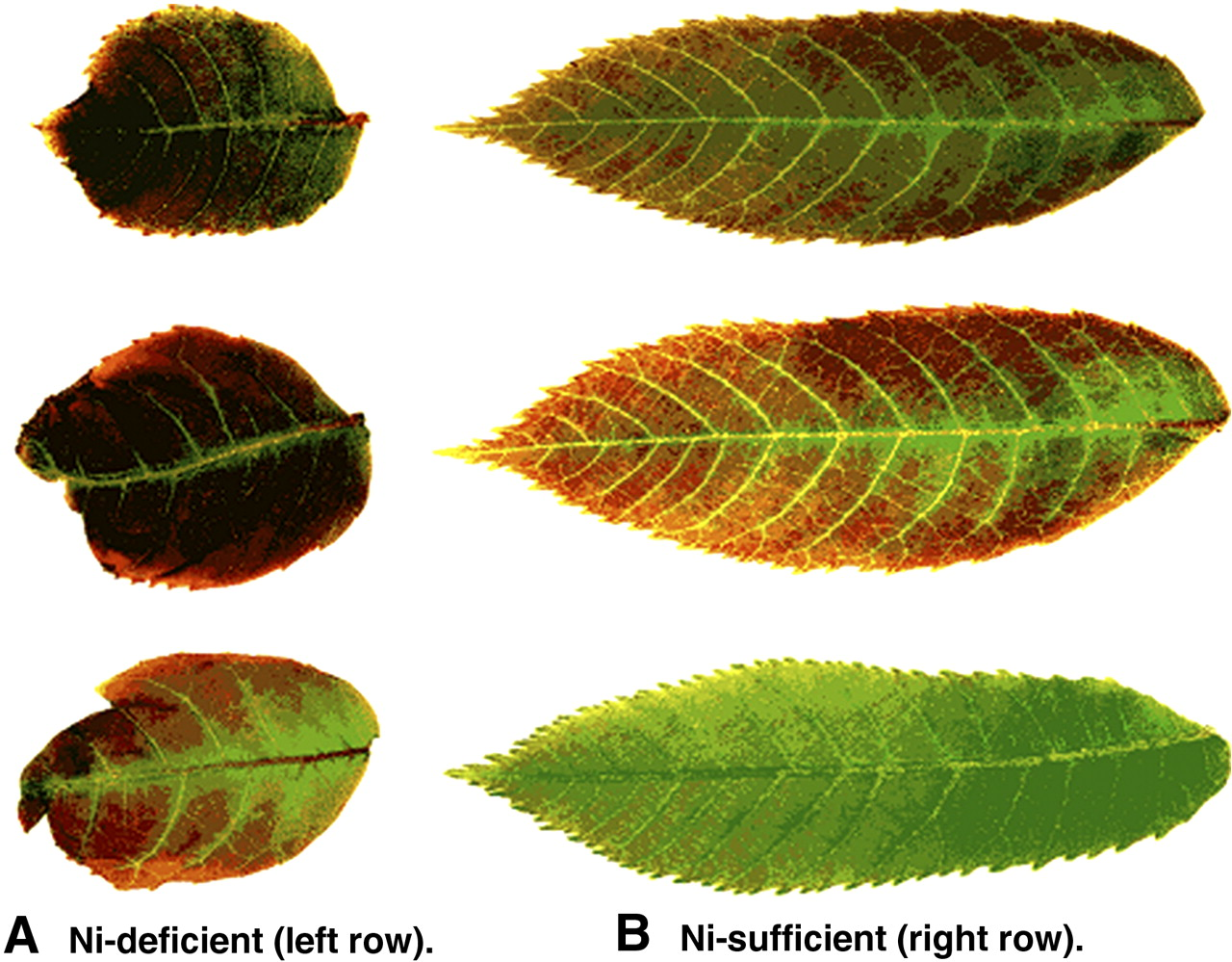
تاثیر نیکل روی برگ‌های گیاه

نیکل (به انگلیسی: Nickel) عنصر ۲۸ جدول تناوبی، فلزی مقاوم، چکش‌خوار، براق با ساختار بلورین و مکعبی‌شکل به رنگ سفید و نقره‌ای است. این عنصر پنجمین عنصر شایع روی زمین است و به‌طور گسترده‌ای در پوسته و هسته زمین شکل می‌گیرد.
از نظر خواص مغناطیسی و فعالیت شیمیایی، شبیه به آهن و کبالت است. کانی‌های اصلی نیکل عبارتند از  پنتلاندیت، پیروتیت (سولفیدهای نیکل و آهن) و گارنییریت (سیلیکات نیکل و منیزیم) هستند.
نیکل یکی از اجزای اصلی تشکیل‌دهنده شهاب سنگ به‌شمار آمده است. شهاب‌سنگ‌های آهن و سیدریت شامل آلیاژهای آهن حدود ۵ تا ۲۰ درصد نیکل‌اند. نیکل تجاری به فرم‌های پنتلاندیت و پیروتیت است که این معادن در استان انتاریوی کانادا یافت می‌شود که این ناحیه حدود ۳۰ درصد از نیکل دنیا را تأمین می‌کند. دیگر معادن این عنصر در کالدونیا، استرالیا، کوبا، اندونزی و در مناطق دیگر است.
این عنصر رسانای جریان برق است و سطح آن براق و صیقلی است. این عنصر از گروه عناصر آهن و کبالت است و آلیاژهای آن قیمت‌های بالایی دارند.
امروزه نیکل ارزش ویژه ای، به خصوص در صنعت آلیاژسازی پیدا کرده‌است. نزدیک به ۶۸٪ نیکل تولید شده در جهان برای ساخت فولادهای زنگ نزن استفاده می‌شود. نزدیک به ۱۰٪ دیگر آن در ساخت آلیاژهای پایه-نیکل و پایه-مس، ۷٪ در ساخت فولادهای آلیاژی، ۳٪ در صنعت ریخته‌گری، ۹٪ در صنعت آبکاری، و ۴٪ در سایر صنایع شامل صنعت رو به پیشرفت باتری‌ها (شامل باتری خودروهای برقی) استفاده می‌شود.
از نیکل برای ساخت شیشه‌های به رنگ سبز استفاده می‌شود. صفحات نیکلی می‌تواند نقش محافظت‌کننده برای دیگر فلزات را داشته باشد. نیکل همچنین کاتالیزور برای هیدروژن دار کردن روغنهای گیاهی است. همچنین صنعت سرامیک و ساخت آلیاژی از آهن و نیکل که خاصیت مغناطیسی دارد و باتری‌های قوی ادیسون کاربرد دارد.
از ترکیبات مهم نیکل می‌توان سولفات و آکسید را نام برد.
نیکل طبیعی مخلوطی از ۵ ایزوتوپ پایدار است. همچنین ۹ ایزوتوپ ناپایدار دیگر نیز شناخته شده‌است.
نیکل هم به صورت فلز و هم به صورت ترکیب محلول می‌تواند وجود داشته باشد. بخار سولفید نیکل سرطان‌زاست که هنگام استفاده از آن باید دقت لازم را به عمل آورد.

## تاریخچه
اولین بار این عنصر در سال ۱۷۵۱ توسط شیمی‌دان سوئدی اکسل کرونستد شناسایی شد. در قرن ۱۹ به دلیل استفاده از این عنصر در آبکاری و ساخت آلیاژها منجمله «نقره نیکل» (نقره آلمانی) که نیکل را با روی و مس آلیاژ می‌کردند، اهمیت پیدا کرد. این آلیاژ فقط به دلیل رنگ آن نامگذاری شده بود و هیچ نقره ای در داخل آن نداشت.
معدن‌کاران قرن ۱۵ آلمانی یک سنگ معدنی قهوه‌ای-قرمز پیدا کرده بودند که تصور می‌کردند حاوی مس است. آنها این سنگ معدنی را "Kupfernickel" که به معنای "مس شیطان" بود نامگذاری کرده بودند چرا که نمی‌توانستند مس را از آن استخراج کنند. نام "نیکل" از کلمه ساکسونی "Kupfernickel" به معنای "مس شیطان" گرفته شده‌است.
در سال ۱۸۵۷ برای اولین بار در آمریکا سکه‌ها با آلیاژی از مس و نیکل ساخته شدند. این سکه‌ها از جنس نیکل خالص نبودند و اولین بار در ۱۸۸۱ در سویس سکه‌هایی از جنس نیکل خالص استفاده شد.
فولادهای زنگ‌نزن در قرن ۲۰ام شناخته و ساخته شدند و نقش مفید استفاده از نیکل در بسیاری از گریدهای مختلف این فولادها کاملاً شناخته شده‌است. آلیاژهای پایه-نیکل دارای مقاومت در برابر خوردگی بسیار عالی بوده و می‌توانند در دمای بالا مقاومت کنند، که این خاصیت آنها را برای کارخانه‌های شیمیایی بسیار مناسب می‌سازد و همچنین امکان اجرایی کردن ساخت موتور جت را فراهم می‌کند.

## خواص
نیکل یک فلز با خواص شیمیایی و فیزیکی فوق‌العاده است که باعث استفاده از آن در صدها هزار کاربرد مختلف شده‌است.
این عنصر درجه ذوب بالایی داشته (۱۴۵۳ درجه سلسیوس)، در مقابل خوردگی و اکسیدشدن بسیار مقاوم است، بسیار چکش خوار بوده و به راحتی با سایر عناصر آلیاژ می‌شود، در دمای اتاق مغناطیسی بوده و می‌توان به راحتی در آبکاری فلزات از آن استفاده کرد. این فلز همچنین خاصیت کاتالیزوری داشته و می‌توان آن را صددرصد بازیافت کرد.
معمولترین حالت اکسیداسیون نیکل، ۲+ است و این در حالی است که نیکل ۳+ و ۱+ نیز به ندرت مشاهده می‌شوند.

## محل کشف و پیدایش
اکثر نیکلهای بدست آمده از دو نوع معدن بدست آمده‌اند، اولی خاکهای آجری رنگ بوده که مهم‌ترین معدن سنگ نیکل هستند و دومی سولفید موجود در ماگمای زمین می‌باشد. منطقه Sudbury در انتاریو، انتاریو کانادا ۳۰٪ نیکل جهان را تولید می‌کند. معادن دیگر در روسیه استرالیا، کوبا، دومینکن، نروژ و اندونزی می‌باشند. با این وجود این باور وجود دارد که بیشتر نیکل موجود در زمین در هسته این سیاره تمرکز یافته‌است.

## طرز تهیه
کانیهای نیکل بر دو دسته هستند :سولفید و اکسید، کانی سولفید دو سوم مصرف جهان را به خود اختصاص داده‌است. کانیهای سولفید به کمک شناوری وتصفیه به اکسید نیکل ته‌نشین شده پالایش می‌شوند.
اکسید نیکل هم به کمک پالایش هیدرو متالورژی نظیر شستشو با آمونیاک پالایش می‌شوند.

## شکلهای قابل دسترس
الکترولیتی، شمش، دانه۲ساچمه، گَرد، نوار، بلورهای منفرد.

## احتیاط
نیکل را نباید بیشتر از 0.05mg/cm³ در مجاورت ترکیبات حلّال قرار داد. همچنین به‌نظر می‌رسد که دود و سولفید نیکل سرطان‌زا باشد. نیکل کربنیک یک گاز بسیار سمّی است. تماس نیکل با پوست افراد حساس ممکن است ایجاد آلرژی کند. مقداری مجاز نیکل مصرفی در محصولاتی که با دست انسان تماس دارد، مطابق اتحادیه اروپایی می‌باشد. بر اساس یک گزارش منتشر شده در مجله Nature در سال ۲۰۰۲، محققین دریافته‌اند که مقدار نیکل موجود در سکه‌های یک و دو یورو (Euro) بیشتر از حد استاندارد است. به‌نظر می‌رسد که این عمل به‌دلیل واکنش‌های گالوانیک رخ می‌دهد. 0.05mg/cm³
- خطرات ایمنی بسیار بالا:** مواد شیمیایی مورد استفاده در آبکاری (اسیدها، نمک‌های فلزات سنگین، سیانورها در برخی فرآیندها) بسیار سمی، خورنده و خطرناک هستند. کار با این مواد بدون تجهیزات ایمنی کامل (ماسک، دستکش، عینک، تهویه قوی) و دانش تخصصی، می‌تواند منجر به سوختگی‌های شدید، مسمومیت‌های حاد و مزمن، و آسیب‌های جبران‌ناپذیر شود. (مواد لازم برای آبکاری کروم شش ظرفیتی به شدت سرطان‌زا هستند).
- عدم دستیابی به کیفیت:** کیفیت پوشش آبکاری به کنترل دقیق ده‌ها پارامتر (دما، pH، دانسیته جریان، غلظت تک‌تک اجزا، تمیزی سطح و…) بستگی دارد که تأمین این شرایط در محیط خانه غیرممکن است. نتیجه کار خانگی، پوششی ناهموار، نچسب، دارای حفره و با ظاهر و خواص نامطلوب خواهد بود.
- مشکلات زیست محیطی:** دفع پساب‌های حاوی فلزات سنگین مانند نیکل و کروم در فاضلاب شهری، یک فاجعه زیست‌محیطی و عملی مجرمانه است.
- عدم امکان تهیه مواد:** بسیاری از مواد شیمیایی تخصصی و افزودنی‌های لازم برای یک محلول ابکاری نیکل با کیفیت، در بازار عمومی به راحتی قابل تهیه نیستند.[۶]

## کاربردها
سرانه مصرف نیکل در دنیا در کاربردهای مختلف به این صورت است: ۷۰٪ ساخت فولادهای زنگ‌نزن، ۹٪ ساخت آلیاژهای غیرآهنی، ۸٪ در آبکاری، ۹٪ آلیاژهای فولاد و ریخته‌گری، ۳٪ ساخت باتری و ۱٪ سایر مصارف.

## نیکل در گیاهان
نیکل از جمله عناصر طبیعی است که به فرم‌های مختلف در محیط‌های آبی، خاکی و همچنین در پیکره گیاهان و جانوران وجود دارد. نیکل از جمله فلزات سمی است که با افزایش آلودگی‌های زیست‌محیطی، ورود آن‌ها به زنجیره غذایی به‌طور معنی داری افزایش می‌یابد. غلظت بالای نیکل به عنوان عاملی تنش زا برای گیاهان به‌شمار می‌رود که می‌تواند به عنوان یک عامل محدودکنندهٔ رشد، ویژگی‌های فیزیولوژیکی و بیوشیمیایی گیاهان را تحت تأثیر قرار دهد.
مقدار نیکل در خاک‌ها بین ۵ تا ۵۰۰ میلی‌گرم در کیلوگرم و به‌طور متوسط ۱۰۰ میلی‌گرم در کیلوگرم است. نیکل مانند فلزات دو ظرفیتی، جذب سطحی کانی‌های رسی شده و با کاتیون‌های کلسیم، منیزیم، آهن و روی رقابت می‌کند، لذا میزان زیاد نیکل در محیط ریشه خاک‌های آلوده، ممکن است به کمبود آهن و روی در گیاه منجر شود. یون نیکل دو ظرفیتی با غلظت‌های مختلف در فاضلاب خام صنایع مانند آب کاری و فلزات غیرآهنی یافت می‌شود. براساس استاندارد مقررات زیست‌محیطی ایران حداکثر غلظت قابل قبول برای فلز نیکل در پساب خروجی صنایع ۲ میلی‌گرم در لیتر می‌باشد.
نیکل از جدیدترین عناصر ضروری شناخته شده برای گیاه است. اگرچه نیکل هم‌اکنون به عنوان یک عنصر ضروری بسیار کم مصرف شناخته شده‌است، اما تنها نقش تعریف شده این عنصر، شرکت در سوخت و ساز اوره می‌باشد که این فرایند در گیاهانی که از اوره به عنوان منبع نیتروژن استفاده می‌کنند، بسیار حائز اهمیت است. اما در گیاهانی که با ترکیبی به غیر از اوره تغذیه می‌شوند از اهمیت چندانی برخوردار نیست. کمبود نیکل در گیاهان عالی، فعالیت آنزیم اوره آز را کم می‌کند. اختلال در ساخت پروتئین‌ها وکاهش غلظت نیتروژن کل گیاه در شرایط کمبود نیکل گزارش شده‌است.

## سمیت
نیکل در همه جای طبیعت وجود دارد و مواجهه جمعیت‌های عمومی با آن عمدتاً از طریق سیگار، هوا، آب و غذا می‌باشد. اما میزان نیکل در این مواد آنقدر کم است که از نظر سم‌شناسی کم‌اهمیت می‌باشد. عمده‌ترین خطر مواجهه با نیکل در کارگرانی می‌باشد که در مشاغلی چون استخراج معادن، صنایع ذوب، آبکاری الکترونیک، باتری‌سازی و جوشکاری مشغول به کارند. در حال حاضر تنفس و پوست به عنوان مهم‌ترین مسیرهای مواجهه با این فلز در جوامع انسانی می‌باشد. از مهم‌ترین علائم مواجهه با نیکل می‌توان به درماتیت اشاره کرد که در ۱۰ تا ۲۰ درصد جمعیت عمومی مشاهده می‌شود؛ که علت آن می‌تواند ناشی از مواجهه پوستی مدت دار با نیکل موجود در هوا، محلول نیکل یا مواجهه با اقلام فلزی حاوی نیکل همچون سکه و جواهرات باشد. در مطالعات اپیدمیولوژی مشاهده شده که نیکل می‌تواند به عنوان یک سرطانزای ناحیه تنفسی عمل کند. از ترکیب نیکل فلزی با منوکسید کربن، نیکل کربونیل تشکیل می‌شود که به شدت سمی و کشنده است.